# Pelobatidae
Famille
Les Pelobatidae sont une famille d'amphibiens qui ne regroupe qu'un seul genre et trois genres fossiles. Elle a été créée par Charles-Lucien Bonaparte (1803-1857) en 1850.

## Répartition
Chez les Pelobatidae, une seule espèce se rencontre en Europe, notamment indigène en France, Suisse et Belgique, mais la répartition a fortement régressé durant le XXe siècle, supposé disparu dans le nord de la France. Les autres espèces vivent dans l'ouest de l'Asie (Asie mineure, Syrie) et dans le nord-ouest de l'Afrique.

## Description
Comme les crapauds Alytes, les Pélobates sont dépourvus de côtes et possèdent une pupille verticale, ainsi qu'une langue circulaire, et comme eux, ils sont de très bons fouisseurs, mais meilleurs sauteurs et plus gros. Par contre, à la différence des Alytes, les Pélobates ont des dents sur la mâchoire supérieure (dents vomériennes), situées entre les choanes, alors que les discoglossidés les ont derrière les choanes. L'aspect des Pélobates rappelle à la fois la grenouille (pattes postérieures relativement longues) et le crapaud. Ils n'ont pas de « tympan » visible, leurs doigts sont libres, le tubercule métatarsien est grand, comprimé et à bord tranchant.

## Liste des genres
Selon Amphibian Species of the World (7 août 2013) :
- Pelobates Wagler, 1830

et les trois genres fossiles :
- †Macropelobates Noble, 1924
- †Eopelobates Parker, 1929
- †Miopelobates Wettstein-Westersheimb, 1955

## Publication originale
- Bonaparte, 1850 : Conspectus systematum Herpetologiae et amphibiologiae. Editio altera reformata.